# Porcellidium unicus
Porcellidium unicus är en kräftdjursart. Porcellidium unicus ingår i släktet Porcellidium och familjen Porcellidiidae. Inga underarter finns listade i Catalogue of Life.